# Året jag slutade prestera och började onanera
Året jag slutade prestera och började onanera är en svensk dramakomedi från 2022 i regi av Erika Wasserman. För manus står Christin Magdu och i huvudrollen finns Katia Winter.
Filmen är filmproducenten Erika Wassermans debutfilm som regissör och hade premiär 21 oktober 2022.

## Handling
Året jag slutade prestera och började onanera kretsar kring den målinriktade 39-åriga karriäristen Hanna som vill skaffa barn innan det är för sent. När hennes kille oväntat gör slut kollapsar hela hennes värld. Hanna bestämmer sig för att vinna sin kille tillbaka men vägen dit innebär att hon måste förstå vem hon verkligen är.

## Rollista i urval
- Katia Winter – Hanna
- Jesper Zuschlag – Morten
- Nour El Refai – Carolin
- Henrik Dorsin – Staffan
- Bahar Pars – Leyla
- Vera Carlbom – Liv
- Hannes Fohlin – Adam
- Siw Erixon – Eva
- Antonio Di Ponziano – Marco
- David Wiberg – Ola
- Pablo Leiva Wenger – Ali
- Sara Shirpey – Asrin
- Albin Grenholm – Petter
- Disa Östrand – Louise
- Happy Jankell – servitris